# Aarne Roine
Aarne Alexander Roine (Perniö, 10 novembre 1893 – 13 maggio 1938) è stato un ginnasta finlandese.
Ha partecipato ai Giochi di Parigi 1924, gareggiando in vari eventi di ginnastica artistica, alcuni dei quali disputati assieme al fratello Akseli Roine.